# Ctenotus catenifer
Ctenotus catenifer este o specie de șopârle din genul Ctenotus, familia Scincidae, descrisă de Storr 1974. Conform Catalogue of Life specia Ctenotus catenifer nu are subspecii cunoscute.